# Mickey père Noël
Pour plus de détails, voir Fiche technique et Distribution.
Mickey père Noël (Mickey's Good Deed) est un dessin animé de Noël de Mickey Mouse produit par Walt Disney pour United Artists et sorti le 17 décembre 1932.

## Synopsis
C'est la période de Noël et Mickey joue des cantiques de Noël sous la neige en compagnie de Pluto, afin de gagner un peu d'argent. Pluto aboie pour l'accompagner. Avec l'argent récolté, il pense pouvoir acheter de la viande au traiteur d'à côté. Mais les gens lui ont donné des écrous et des vis. Dépité, Mickey s'en va, mais Pluto lèche la vitrine. Dans une maison voisine, un « riche bourgeois bien gras » (un cochon) tente de satisfaire les caprices de son fils qui a déjà démonté tous ses jouets. Les aboiements de Pluto interpellent le bambin qui souhaite maintenant avoir le chien. Le majordome s'empresse de poursuivre Mickey et Pluto. Dans la poursuite, Mickey brise sa contrebasse par accident et tombe sur la demeure de la femme de Pat Hibulaire (celui-ci est en prison), mère de plein de chatons, qui est si pauvre que même le poisson n'est qu'arêtes dans son bocal. Ému, Mickey décide de vendre Pluto au riche cochon et d'acheter des cadeaux aux pauvres enfants  Tandis que les jeunes chats découvrent leurs cadeaux avec plaisir, la riche demeure est proche de la destruction, le bambin maltraitant Pluto et jetant tout ce qu'il trouve sur son père et le majordome avec un plaisir non dissimulé. A bout de nerfs, le père demande au majordome de virer Pluto et donne une bonne correction au bambin en raison de sa cruauté envers Pluto et les dégâts de la demeure. Par chance, le bambin avait accroché une dinde à la queue de Pluto. Celui ci retrouve son maître déprimé réveillonnant tout seul sur une colline. Mickey souhaite alors un joyeux Noël à Pluto et tous deux se régalent avec la dinde.

## Fiche technique
- Titre original : Mickey's Good Deed
- Autres Titres[1] :
  - Allemagne : Pluto als Weihnachtsgeschenk
  - France : Mickey père Noël
  - Suède : Musse gör en god gärning, En Riktig hundjul
- Série : Mickey Mouse
- Réalisateur : Wilfred Jackson
- Voix : Walt Disney (Mickey), Pinto Colvig (Pluto)
- Producteur : Walt Disney, John Sutherland
- Distributeur : United Artists
- Date de sortie : 17 décembre 1932[2]
- Format d'image : Noir et Blanc
- Son : Cinephone
- Musique : Bert Lewis
- Durée : 8 min
- Langue : (en)
- Pays :  États-Unis

## Voix françaises

### 1erdoublage (1991)
- Jean-Paul Audrain : Mickey Mouse

### 2edoublage (2001)
- Laurent Pasquier : Mickey Mouse
- Jean-Claude Donda : Le père d'Adelbert
- Michel Mella : Le majordome
- Alexandre Bouche : Adelbert

## Commentaires
Ce film montre Mickey tentant de survivre durant la Grande Dépression.